# Мазань, Роберт
Роберт Мазань (словац. Róbert Mazáň; 9 февраля 1994, Тренчин, Словакия) — словацкий футболист, защитник чешского клуба «Карвина». Выступал за сборную Словакии.

## Клубная карьера
Мазань — воспитанник клуба «Тренчин» из своего родного города. 28 августа 2011 году в матче против трнавского «Спартака» он дебютировал в чемпионате Словакии. 6 апреля 2013 года в поединке против «Татрана» Роберт забил свой первый гол за «Тренчин». В начале 2014 года Мазань перешёл в «Сеницу». 1 марта в матче против «Злате-Моравце» он дебютировал за новую команду.
В начале 2015 года Мазань перешёл в польский «Подбескидзе». 29 апреля в матче против «Леха» он дебютировал в польской Экстраклассе.
Летом 2015 года Роберт в поисках игровой практики, на правах аренды вернулся на родину в «Жилину». 2 августа в матче против миявского «Спартака» он дебютировал за новую команду. По окончании аренды клуб выкупил его трансфер. 13 мая 2017 года в поединке против своего бывшего клуба «Сеницы» Мазань забил свой первый гол за «Жилину». В том же сезоне он стал чемпионом Словакии.
В начале 2018 года Мазань перешёл в испанскую «Сельту». 3 февраля в матче против «Алавеса» он дебютировал в Ла Лиге.
В январе 2019 года Мазань перешёл в «Венецию» на правах аренды.

## Карьера в сборной
В 2017 году в составе молодёжной сборной Словакии Мазань принял участие в молодёжном чемпионата Европы в Польше. На турнире он сыграл в матчах против команд Польши, Англии и Швеции.
8 октября 2017 года в отборочном матче чемпионата мира 2018 против сборной Мальты Мазань дебютировал за сборную Словакии, заменив во втором тайме Томаша Губочана.

## Достижения
«Жилина»
- Чемпион Словакии: 2016/17